# Körkötőgép

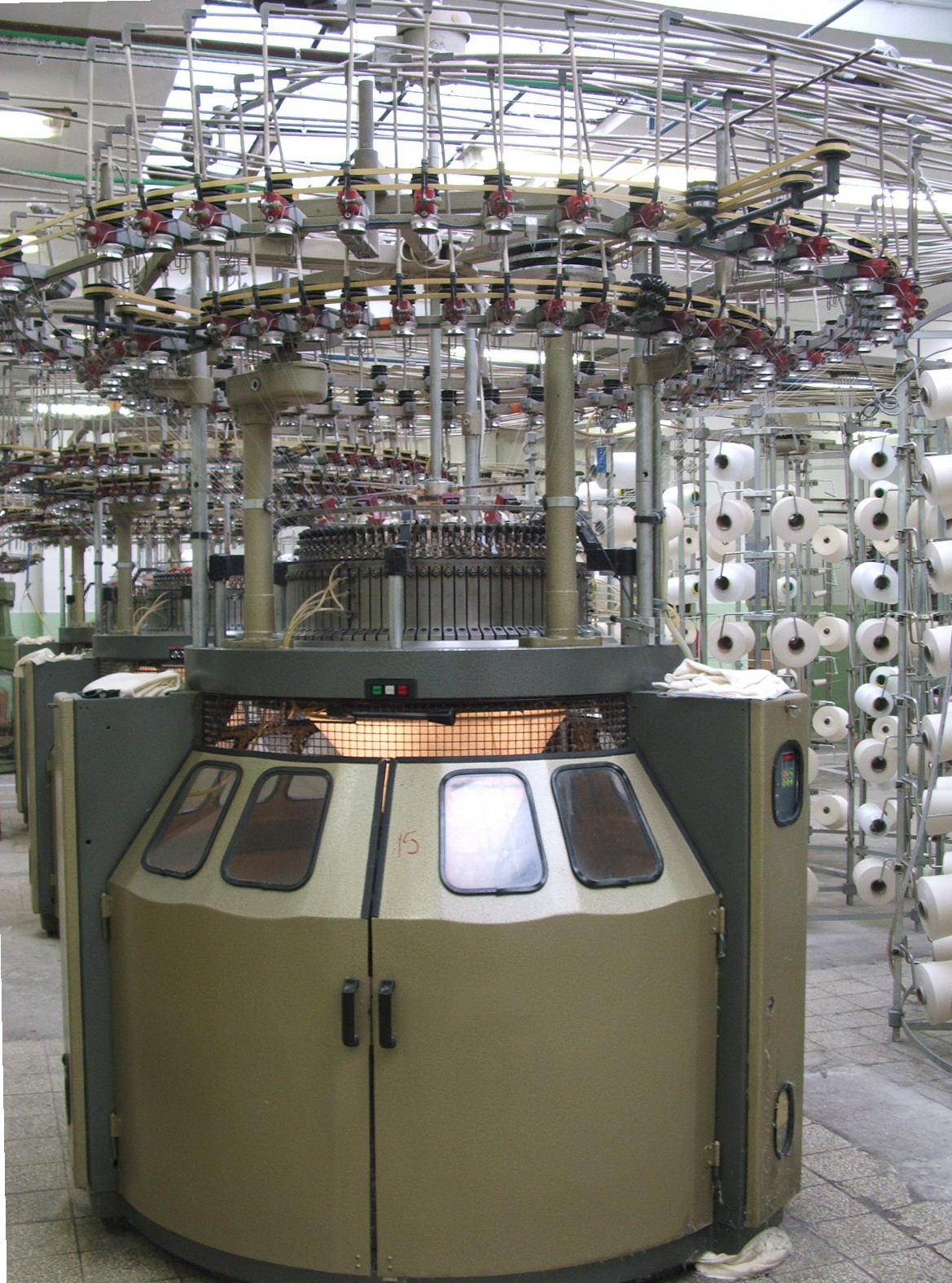
Körkötőgép

A körkötőgép a kötőipar egyik legfontosabb, legelterjedtebb vetülékrendszerű gépe. Többféle változatban készül, és nagyon sokféle termék készítésére alkalmas. A számos felhasználási terület annak köszönhető, hogy a körkötőgépek sokféle kivitelben készülnek, ezek egy része – mint például a harisnya- és zoknikötőgépek, varrat nélküli ruházati termékeket előállító gépek, zsinórkötőgépek – kifejezetten célgép, meghatározott termékcsoport előállítására szolgál, más típusokon ún. méterárut készítenek, amelyek kelméjéből szabással-varrással alakítanak ki a célnak megfelelő formájú készárut, legyen az bármilyen ruházati cikk, vagy műszaki, egészségügyi textília.
A körkötőgépben a tűk kör mentén helyezkednek el, ellentétben a síkkötőgéppel, amelyben a tűk síkban egymás mellett vannak. A körkötőgép terméke ezért jellegzetesen cső alakú kelme, amit vagy ebben a cső alakban használnak fel, vagy hosszában felvágják és síkba kiterítve dolgozzák fel tovább.
A körkötőgépekben kanalas tűket használnak, amelyeket elvileg ugyanolyan módon működtetnek – lakatrendszer segítségével –, mint a síkkötőgépen és ugyanolyan módon történik rajtuk a szemképzés is. A tűket henger alakú, forgó tűshenger alkotó irányú hornyaiban és/vagy a hengerrel együtt forgó, tárcsa alakú tűstárcsa sugár irányú hornyaiban helyezik el. A tűk horonyból kiálló lába a tűshengert körülvevő, álló hengerlakat ill. a tűstárcsa fölött elhelyezett álló tárcsalakat vezetőpályájába nyúlnak be, innen kapják fel-le ill. előre-hátra irányú mozgásukat. (Mivel a tűshenger és a tűstárcsa forog, a hengerlakat és a tárcsalakat vezetőpályája áll, a köztük létrejövő viszonylagos elmozdulás hozza létre a tűk mozgását a horonyban.)

## Történet
Az első körkötőgépet az amerikai William H. MacNary készítette és szabadalmaztatta 1866-ban. Gépét kifejezetten harisnyák készítésére szerkesztette és az már alkalmas volt a harisnya orrának és sarkának formára kötésére is. Ez egy tűágyas gép volt, henger alakú tűággyal, amelyben a kanalas tűk alkotó irányú hornyokban mozogtak fel-le. Az angol Henry Griswold 1878-ban a henger alakú tűágy fölött egy tárcsa alakú tűágyat helyezett el, amelyben sugár irányú hornyokban mozogtak előre-hátra a tűk, ezzel megalkotta a két tűágyas körkötőgépet, amelyen már kétszínoldalas bordás kötés volt készíthető. További fejlesztés gyanánt az ugyancsak angol William Spiers 1910-ben a tárcsa alakú tűágy helyett egy második, ugyancsak henger alakú tűágyat helyezett az alsó fölé. A két tűágy alkotó irányú hornyai pontosan egy vonalba estek, így lehetővé tették az angol Clay által 1865-ben feltalált kétfejű tűk alkalmazását és ezzel az ún. bal-bal kötés készítését. Ennél a kötésmódnál ugyanis a tűk váltakozva hol a felső, hol az alsó tűshengerben dolgoznak, ezzel váltakozva egyszer szín-, egyszer fonákoldali szemet képezve, ami a bal-bal kötés jellegzetessége.
Mindezek a fejlesztések a harisnyagyártás céljára szolgáló gépek tökéletesítését szolgálták. Ezeket a gépeket a viszonylag kis átmérő jellemezte, ami a harisnyák méreteihez igazodott. A későbbiekben – már a 19. század végén, de főleg a 20. században – megkezdték a nagyobb átmérőjű gépek készítését is, amelyek egyrészt az emberi felsőtest méreteinek feleltek meg (ezek a testátmérőjű gépek), másrészt ennél jóval nagyobbak is, az optimális szabászati anyagkihozatalnak megfelelő szélességű méteráruk gyártására. Ma már a körkötőgépeket igen nagy méretválasztékban állítják elő.

## A körkötőgépek jellegzetes fajtái és fő műszaki adatai

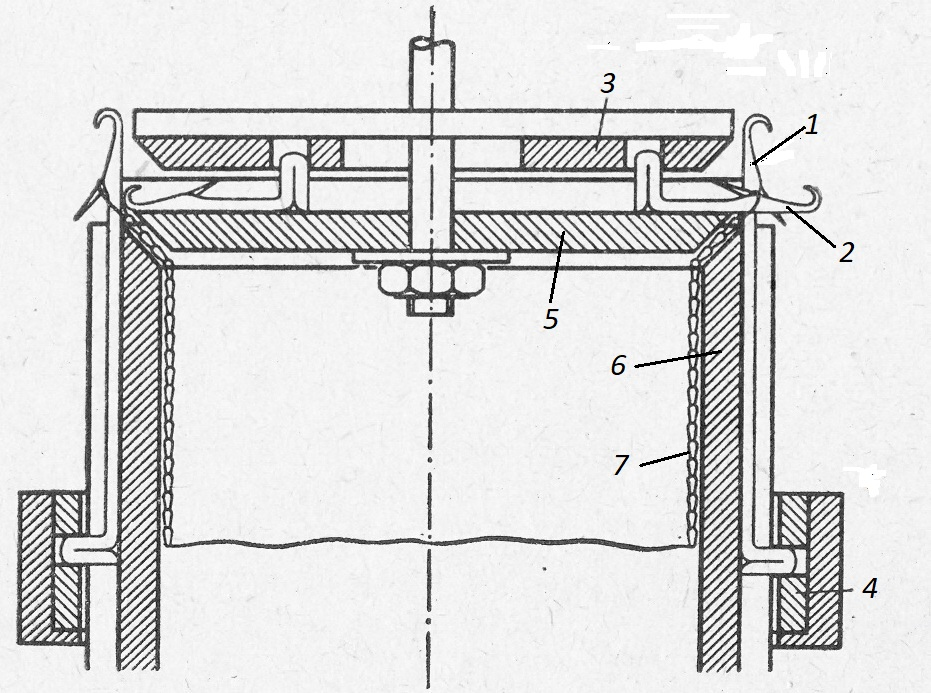
Két tűágyas körkötőgép vázlata.
1 Tű a tűshengerben, 2 tű a tűstárcsában, 3 tárcsalakat (áll), 4 hengerlakat (áll), 5 tűstárcsa (forog), 6 tűshenger (forog), 7 kelme (forog)

A körkötőgépeknek alapvetően három nagy csoportját különböztetik meg, a tűágyak száma és elrendezése szerint:
- az egyetlen tűshengerrel működő gépek (egy tűshengeres gépek),
- egy tűshengerrel és a fölötte elhelyezett tűstárcsával működő gépek (két tűágyas gépek). Itt két nagy csoportot különböztetnek meg, aszerint, hogy a tűshengerben és a tűstárcsában a tűket befogadó hornyok egymás közeivel vannak-e szemben, vagy tűhorony tűhoronnyal van-e szemben:

– a bordás körkötőgépen a tűhornyok a két tűágyban egymás közeivel vannak szemben, így a gép ún. bordás kötést készít,
– az interlock körkötőgépen a két tűágy tűhornyai egymással szemben helyezkednek el. Ezeken a gépeken a tűk csak úgy működhetnek együtt, hogy mindkét tűágyban csak minden második tű dolgozik egyidejűleg, mégpedig a tűshengerben pl. csak a páros, a tűstárcsában pedig csak a páratlan számú tűk, nehogy összeütközzenek. Az ilyen gép az ún. interlock kelmeszerkezetet hozza létre, amely így két egymásba tolt bordás kötésnek fogható fel;
- két egymás fölé helyezett tűshengerrel működő gépek (két tűshengeres vagy – a rajtuk készült kelme kötéstani jellegzetessége után elnevezve – bal-bal körkötőgépek).

Az egy tűágyas körkötőgépeken a szemképzéshez a tűkön kívül szükség van egy kiegészítő szemképző eszközre, platinára. Egyes gépkonstrukcióknál ezért a tűshenger fölött még egy tárcsa is van, amelynek sugárirányú hornyaiban a platinák helyezkednek el és mozognak előre-hátra, hasonló elven működő lakatrendszerek hatása alatt, mint a tűk. Más konstrukcióknál ezt másképp oldják meg. Két tűágyas gépen a szemvisszatartás szerepét a tűstárcsában és a tűshengerben egyidejűleg működő – és egymás közeibe benyúló – tűk kölcsönösen töltik be, a szemátbuktatást pedig a tűshenger ill. a tűstárcsa szegélye végzi el, amely alá a tűfej lesüllyed ill. ami mögé visszahúzódik.
A gépek átmérőjét tekintve – amit szokás szerint angol hüvelykben (inch, 1”=25,4 mm) adnak meg – a következő csoportokat különböztetik meg:
- a 6,5”-nél (165 mm)-nél kisebb átmérőjű gépek az ún. kis átmérőjű gépek; átmérőjük a 2”-től 6,5”-ig terjed. Ebben a kategóriában külön csoportot képeznek a harisnya- és zoknikötőgépek, ezek – a lábfejméreteknek megfelelően – 2,25–5” átmérőben készülnek (leggyakoribb a 3–4,5” átmérő);
- a 6,5”-nél nagyobb átmérőjű gépek a nagy átmérőjű gépek, amelyek akár 38” (965 mm) átmérőig is készülhetnek.

– Ebben a csoportban külön kategóriát jelentenek a testátmérőjű gépeket, amelyek a 8–24” (200–610 mm) tartományt képviselik (a kisebb átmérőjű gépeken jellemzően gyerekáruk készítésére szolgáló kelméket gyártanak).
– Ugyancsak megkülönböztetik a nagy átmérőjű körkötőgépeken belül a választósoros körkötőgépeket. Ezek jellegzetessége, hogy erre szolgáló vezérlő berendezésével olyan hosszú kelmeszakaszokat tud készíteni, amelyek egy pulóver hosszának felel meg, ekkor elválasztó sort készít, amelynek felfejtésével a végben készített kelme – egyik végén ép széllel! – szétfejthető, és ugyanúgy dolgozható fel szabással-varrással, mintha síkkötőgépen készült lap volna.
A körkötőgépek finomságát az 1 angol hüvelykre eső tűk száma jelenti, amit – az angol hüvelykre vonatkoztatott értékre utalva – E betűvel jeleznek. Ez igen széles határok között változhat, a gyakorlatban 2–44 E között fordul elő. (Minél nagyobb ez a szám, annál finomabb szerkezetű kelme készítésére alkalmas a gép.) A nagy átmérőjű gépek leggyakrabban a 14–32 E, a zoknikötőgépek a 2–26 E, a finom női harisnyákat készítő körkötőgépek a 32–40 E finomságtartományban készülnek. A testátmérőjű gépek finomsága jellemzően 14–18 E.
A gépek teljesítményére meghatározó befolyással van a munkaegységek száma (azaz a gép kerülete mentén elhelyezett és a tűk fel-le ill. előre-hátra mozgatását végző lakatrendszerek száma), ami azt határozza meg, hogy a gép egy teljes körülfordulása alatt hány szemsort készít. Minden munkaegységhez legalább egy – de a kötésmódtól függően esetleg több – fonalat vezetnek. A munkaegységek száma összefügg a gépek átmérőjével is, mert minél nagyobb az átmérő – azaz a gép kerülete –, annál több munkaegység helyezhető el egymás mellett. Ez az adat a gépátmérőtől és a gép típusától, mintázóképességétől függ. A maximális munkaegységszámot az egyes munkaegységek (lakatrendszerek) helyigénye határozza meg, ami gépkonstrukciónként változó. Kis átmérőjű – jellemzően harisnya és zokni készítésére szolgáló – gépeken ez 1–12, nagy átmérőjű körkötőgépeken 10–120, ezen belül a jacquard-gépeken 12–84.
A gépteljesítmény másik fontos jellemző adata a fordulatszám. Az alkalmazható fordulatszám egy adott gépen a mindenkori kötésmódtól és a felhasznált fonaltól függ. A tűshenger kerületi sebessége szokásosan 0,5–2,2 m/s között van, nagy mintázóképességű jacquard-gépeken 0,5–0,9 m/s. Ennek megfelelően a kis átmérőjű – jellemzően zoknik és harisnyák kötésére szolgáló – gépek fordulatszáma 160–250/min, a nagy átmérőjű gépeké 18–20/min. A gépek teljesítménytényezője a munkaegységszám és a fordulatszám szorzata. Jacquard-gépek esetén ez még a színek számával osztandó.

## A körkötőgépek mintázó képessége
A körkötőgépek – típusuktól, szerkezeti kialakításuktól függően – rendkívül nagy mintázó képességűek. A körkötőgépeken kialakított minták alapvetően két csoportba oszthatók:
- színminták (színes fonalakból kialakított minták) és
- szerkezeti minták, amelyek a szín- és fonákoldali szemek váltakozásaiból, a szemszerkezet változtatásaiból, szemek szomszédos vagy másik tűágyba való átakasztásából alakíthatók ki.

Színminták készítéséhez arra van szükség, hogy az egyes munkaegységekhez más-más színű fonalat vezessenek és esetleg ezeket váltogassák is. Ha ehhez különleges tűválogatás nem járul, akkor egyszerűen színcsíkos kelme keletkezik, ha azonban egy (jacquard-rendszerű) mintázó berendezés használata járul, akkor az ezzel végrehajtott tűválogatás révén akár igen nagy mintaelemű, sokszínű figurális mintázatok is készíthetők.
A szerkezeti minták készítéséhez e célra tervezett lakatrendszerre vagy jacquard tűválogató berendezésre és esetleg speciális platinákra vagy tűkonstrukcióra van szükség.
- Jellegzetes szerkezeti minták készíthetők például a lakatok ún. háromutas technikának megfelelő kialakításával (az egyes lakatrendszerek a kívánt mintának megfelelően rendes szemképzésre, feltartott szemképzésre vagy a szemképzés szüneteltetésére kapcsolhatók). Ezzel a módszerrel feltartott szemű és ún. mögéfektetéses mintázatok készülhetnek, ami például a különböző egyszerű szín- vagy domborhatású mintázatok készítésének is az alapja.
- Fokozható ez azzal, ha különböző – általában kétféle – hosszúságú tűket alkalmaznak és ezeket több, egymástól elérően beállítható lakatrendszer vezérli egy-egy munkaegységen belül. Ily módon készülnek például az interlock kelmék.
- Egy további lehetőség kétféle – alacsony és magas – lábú tűk használata és ezeknek bizonyos rendszer szerint való berakása, amihez megfelelő lakatrendszer is szükséges.
- Ugyancsak fontos típusa a szerkezeti mintáknak a szemátakasztásos minták készítése, amely speciális platinák használatát teszi szükségessé.
- Jellegzetes és gyakran alkalmazott szerkezet az ún béléskötésű kelme. Ez két vagy három fonalrendszerrel készül és speciális platinák használatát is igényli. Az általában vastagabb bélelőfonalból szemeket nem képeznek, azokat csak az egy alapfonalból vagy a két alapfonalból készült egyes szemekre fektetik rá – utóbbi esetben úgy, hogy a bélésfonalat a két alapfonal közrefogja. A bélésfonal a kelme fonákoldalán több szem kihagyásával a szemek között a felületen lebeg és alkalmas arra, hogy a kelmének ezt a felületét felbolyhozzák (bár nem mindig alkalmaznak bolyhozást, ez esetben a bélelőfonalak jól láthatók a felületen). Ezt a kötésmódot főleg sport- és szabadidő-ruházati kelmék készítésére használják.
- Mindezek a technikák nagymértékben bővíthetők a tűk tetszőleges válogatásával készített jacquard-berendezés beiktatásával. Vannak olyan jacquard-berendezések, amelyek csak korlátozott számú – legfeljebb csak néhány tíz – tű tetszőleges válogatását teszik lehetővé, de az elektronikus jacquard-berendezésekkel akár a teljes – sok ezer – tű soronkénti egyedi kiválogatására szolgálnak és a több méter hosszú és teljes szélességű kelmefelületen akár egyetlen hatalmas (rendszerint szín-) minta jelenik meg. A jacqurd-berendezések használata szükségessé teszi, hogy a tűk mozgatását ne közvetlenül, hanem alájuk helyezett ún. mintázó vagy tűválogató platinák révén befolyásolják.

## Kiegészítő berendezések
A körkötőgépeken a közvetlen szemképzéshez tartozó berendezéseken kívül további fontos kiegészítő berendezésekre van szükség, amelyek közül a legfontosabbak:
- csévetartó állvány, amelyre a felhasznált fonalakat tartalmazó csévéket helyezik fel;
- fonaladagoló berendezések, amelyek minden munkaegységnél biztosítják, hogy az ott használandó – egy vagy több – fonal a szemképzés mindenkori igényeinek megfelelő sebességgel és feszültséggel jusson a tűkhöz. Ezek igen precíz, önszabályozó berendezések, amelyeket fonalőr egészít ki, amely azonnal leállítja a gépet, ha az adott fonal elszakad vagy túlfeszül, nehogy hiba keletkezzék a kelmében;
- tű- és kelmeőr készülékek, amelyek érzékelik, ha egy tű rendellenesen működik, ill. ha a kelmében mintahiba vagy nemkívánt folytonossági hiány keletkezik, és azonnal leállítják a gépet a hiba kiterjedésének elkerülésére;
- kelmehúzó és -tároló berendezés, amely gondoskodik a keletkező kelme egyenletes feszültségű lehúzásáról és feltekercseléséről, vagy hajtogatott tárolásáról. Egyes gépeken ezt kelmefelvágó berendezés is kiegészíti, amely a cső alakban keletkező kelmét hosszirányban felvágja és azt a berendezés szétnyitva, nyitott állapotban kerül tekercseli fel vagy teregeti le egy tartókosárba;
- harisnya- és zoknikötőgépeken fontos kiegészítő berendezés az elkészült egyedi terméket elszívó és a gyűjtőkosárba továbbító készülék, zoknikötőgépeken pedig újabban terjed az önműködő orrlezáró berendezés, aminek eredményeként a gép – a korábbi megoldásoktól eltérően, ahol is az orrlezárás egy további, külön elvégzendő művelet volt – most már teljesen kész zoknikat bocsát ki.

## A körkötőgépek alkalmazási területei
A körkötőgépek alkalmazási területe rendkívül széles:
- a nagy átmérőjű körkötőgépeken alsó- és felsőruházati, sport- és szabadidő-ruházati cikkek kelméit – ezeket gyakran dzsörzé néven említik –, műszaki textíliákat, dekorációs kelméket, ágyneműket, matrachuzatokat stb. készítenek mintás és sima változatban;
- a kis átmérőjű körkötőgépek legfontosabb csoportja a harisnya- és a zoknikötőgépek sokféle változata,
- emellett kis átmérőjű körkötőgépeken számos műszaki alkalmazásra szánt termék készül: csövek, kábelburkolatok, csomagolóanyagok, zsinórok, egészségügyi és gyógyászati textíliák.

## Jegyzet
1. ↑  A német Platine szakkifejezésből átvett platinák különböző kialakítású, vékony acéllemez alkatrészek, amelyek kötőgépeken a tűk mellett a szemképzésben fontos szerepet töltenek be. A tűközökbe benyúló platina visszatartja a szemet az emelkedő tűn, hogy az a nyitott tűkanál alá kerülhessen, a tű süllyedésekor pedig alulról megtámasztja a szemet, hogy az hátulról felcsaphassa a kanalat és felcsúszva azon, megtörténhessék a szemátbuktatás, az új szem kialakítása. Ezeket a platinákat a szaknyelv szemvisszatartó vagy szemátbuktató platináknak nevezi. [7]